# Чучка Павло Павлович
Павло́ Па́влович Чу́чка (22 лютого 1928, с. Баранинці, нині Ужгородського району Закарпатської області — 10 грудня 2016) — український мовознавець. Доктор філологічних наук (1971). Професор (1971). Заслужений діяч науки і техніки України (1993).

## Життєпис
Павло Павлович Чучка народився 22 лютого 1928 року в селі Баранинці (Чехословаччина, нині Ужгородського району Закарпатської області, Україна).
Початкову освіту здобув у рідному селі, а середню — в Ужгородській реальній гімназії та в Ужгородській СШ № 1. 1952 року закінчив Ужгородський університет.
Один рік учителював у середній школі. Потім навчався в аспірантурі Київського університету.
Кандидатську дисертацію «Українські говірки околиці Ужгорода» захистив 1959 року, а докторську «Антропонімія Закарпаття» — 1970 року. Обидві дисертації захистив у Києві.
Від 1954 року — викладач Ужгородського університету. Від 1976 року — завідувач кафедри загального та слов'янського мовознавства. Від 1996 року — завідувач кафедри словацької філології. Упродовж 51 року роботи в університеті Чучка підготував і вів заняття з 20 програмових навчальних дисциплін з українського, словацького, слов'янського та загального мовознавства.
Упродовж 20 років Чучка працював завідувачем кафедри, двічі доручали йому працювати деканом філологічного факультету, упродовж двох каденцій в університеті очолював Учену раду з української мови та історії України. Під його науковим керівництвом 15 аспірантів захистили кандидатські, а два докторанти при його наукових консультаціях — докторські дисертації. Нині всі вони працюють у різних вишах України, Словаччини та Хорватії.
Помер 10 грудня 2016 року.

## Наукова діяльність
Павло Чучка досліджував українські говірки, сучасну та історичну ономастику, мову пам'яток, контакти української мови з її сусідами. Основні праці:
- «Вступ до слов'янської філології» (1968),
- «Антропонімія Закарпаття» (1970).

Співавтор праці «Історія української мови. Лексика і фразеологія» (1983).
Один з укладачів і редакторів «Угорсько-українського словника» (1960).
Співавтор кількох підручників з української мови для шкіл з угорською мовою навчання.
Найбільше наукове дослідження професора Чучки — монографія «Прізвища закарпатських українців. Історико-етимологічний словник» обсягом у 740 сторінок. Словник охоплює і пояснює близько 12 тисяч прізвищ корінних закарпатців, їх правопис, вимову і відмінювання, головне — географію, історію та етимологію кожного з них.

## Видання
- Чучка П. П. Прізвища закарпатських українців: Історико-етимологічний словник. — Львів: Світ, 2005. — 705 с. + XLVIII с. ISBN 966-603-279-1.
- Чучка П. П. Слов'янські особові імена українців: історико-етимологічний словник. — Ужгород: Ліра, 2011. — 428 с. ISBN 978-617-596-041-7.
- Чучка П. П. Словотвір українських андронімів // Питання словотвору. — К., 1979.
- Чучка П. П. Антропонімія Закарпаття.

## Нагороди
- Орден «За інтелектуальну відвагу» (2005)